# Staverton (Gloucestershire)
Pour les articles homonymes, voir Staverton.
Staverton est un village du Gloucestershire, en Angleterre.